# Daphnella annulata
Daphnella annulata é uma espécie de gastrópode do gênero Daphnella, pertencente à família Raphitomidae.